# مرکز کهکشان
گرانش زیاد کهکشان‌های بزرگ باعث افزایش شدید تراکم ماده در هسته یا مرکز کهکشان می‌شود اما در کهکشان‌های کوچک به دلیل نبود گرانش کافی این اتفاق نمی‌افتد. در مرکز برخی از کهکشان‌ها از جمله کهکشان راه شیری و کهکشان آندرومدا یک سیاه چاله خیلی پر جرم وجود دارد که باعث گردش همه کهکشان دور خود می‌شود.
به مرکز کهکشان راه شیری مرکز کهکشانی می‌گویند.